# Simone Ackermann
Simone Ackermann (East London, 1990) es una deportista neozelanesa-sudafricana que compite en triatlón. Ganó una medalla en el Campeonato de Oceanía de Triatlón de 2015, y tres medallas en el Campeonato Africano de Triatlón en los años 2019 y 2021.

## Palmarés internacional
| Representando a Nueva Zelanda |                         |                  |              |
| Campeonato de Oceanía         |                         |                  |              |
| Año                           | Lugar                   | Medalla          | Prueba       |
| 2015                          | Devonport (Australia)   | Medalla de plata | Individual   |
| Representando a Sudáfrica     |                         |                  |              |
| Campeonato Africano           |                         |                  |              |
| Año                           | Lugar                   | Medalla          | Prueba       |
| 2019                          | Shandrani (Mauricio)    | Medalla de oro   | Relevo mixto |
| 2019                          | Shandrani (Mauricio)    | Medalla de plata | Individual   |
| 2021                          | Sharm el-Sheij (Egipto) | Medalla de oro   | Individual   |